# Orotat reduktaza (NADPH)
Orotat reduktaza (NADPH) (EC 1.3.1.15, orotatna reduktaza, dihidro-orotska dehidrogenaza, L-5,6-dihidro-orotat:NAD+ oksidoreduktaza, orotatna reduktaza (NADPH)) je enzim sa sistematskim imenom (S)-dihidroorotat:NADP+ oksidoreduktaza. Ovaj enzim katalizuje sledeću hemijsku reakciju
()-dihidroorotat + + {\displaystyle \rightleftharpoons } orotat + +
Ovaj enzim vezuje FMN i FAD. Druga klasa 1 dihidroorotatnih dehidrogenaza koristi bilo fumarat (EC 1.3.98.1) ili NAD+ (EC 1.3.1.14) kao elektronski akceptor. Membanska klasa 2 dihidroorotatnih dehidrogenaza (EC 1.3.5.2) koristi hinon kao elektronski akceptor .

## Literatura
- Nicholas C. Price; Lewis Stevens (1999). Fundamentals of Enzymology: The Cell and Molecular Biology of Catalytic Proteins (Third изд.). USA: Oxford University Press. ISBN 019850229X.
- Eric J. Toone (2006). Advances in Enzymology and Related Areas of Molecular Biology, Protein Evolution (Volume 75 изд.). Wiley-Interscience. ISBN 0471205036.
- Branden C; Tooze J. Introduction to Protein Structure. New York, NY: Garland Publishing. ISBN 0-8153-2305-0.
- Irwin H. Segel. Enzyme Kinetics: Behavior and Analysis of Rapid Equilibrium and Steady-State Enzyme Systems (Book 44 изд.). Wiley Classics Library. ISBN 0471303097.

## Spoljašnje veze
- Dihydroorotate+dehydrogenase+(NADP+) на 